# Plombe (Siegel)

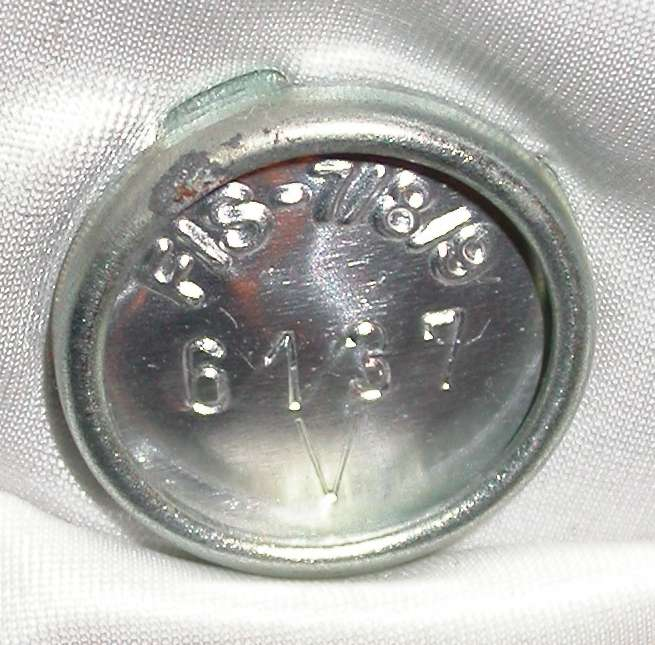
FIS-Prüfplombe auf einem Abfahrtsanzug

Eine Plombe (von lateinisch plumbum, „Blei“) ist ein Siegel für Behälter oder Gehäuse. Durch das Anbringen einer Plombe am Verschluss eines Behälters oder Geräts kann später festgestellt werden, ob der Behälter oder das Gerät (unbefugt) geöffnet wurde. Das Entfernen von Plomben kann als Urkundenunterdrückung nach § 274 StGB strafbar sein.
Bleiplomben sind seit der römischen Zeit belegt. Vorstufen sind die mit Rollsiegel versehenen Tonplomben des vorderen Orients.

## Materialien
Plomben sind meist kleine Bleischeibchen (6–10 mm Durchmesser) mit einer oder zwei Bohrungen, durch die der Plombierdraht geführt wird. Anschließend wird die Plombe mit der Plombierzange zusammengedrückt. Dabei wird der Plombierdraht unverschiebbar eingeklemmt, gleichzeitig prägt die Zange auf beiden Seiten der Plombe den Stempel ein (siehe Hauptstempel).
Aufgrund von Arbeitsschutz- und Abfallproblemen verwendet man heute zunehmend Plomben aus Kunststoff (Polycarbonat) oder aus Weichaluminium.

### Beispiele

Verschiedene Ausführungen von Plomben
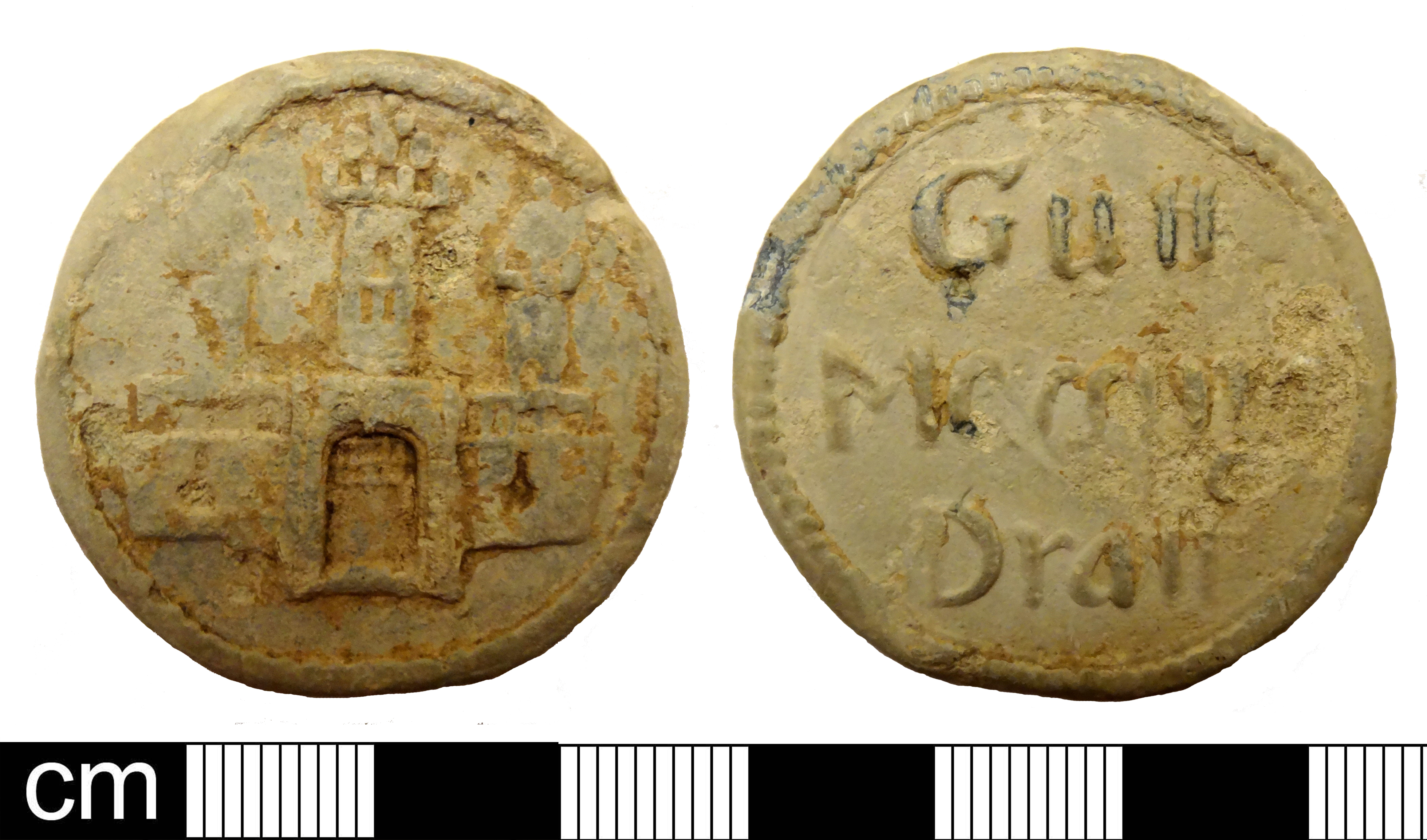
Historische Bleiplombe um 1800 aus Hamburg zur Kennzeichnung von Handelsware mit hoher Qualität
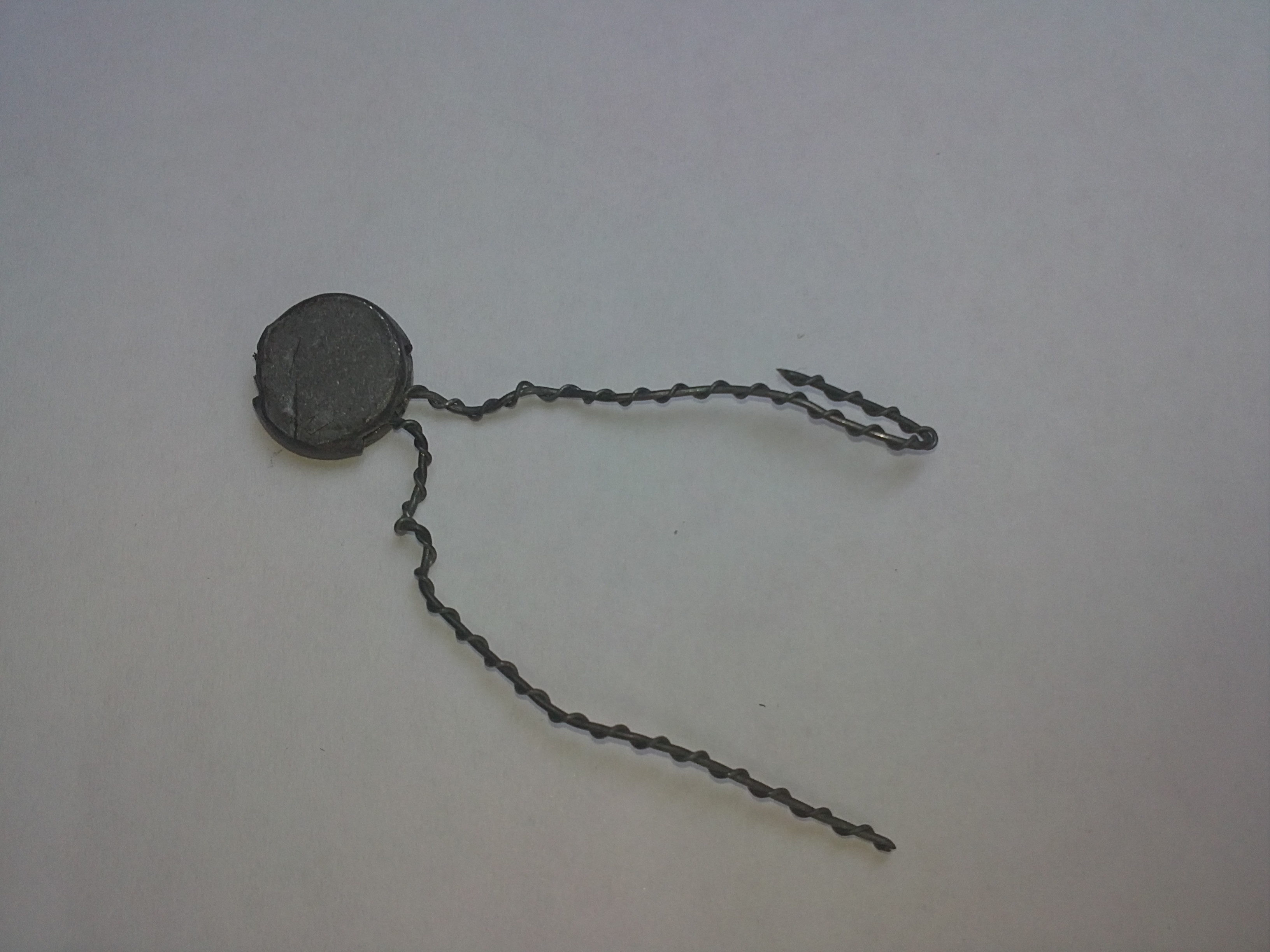
Bleiplombe mit Plombierdraht
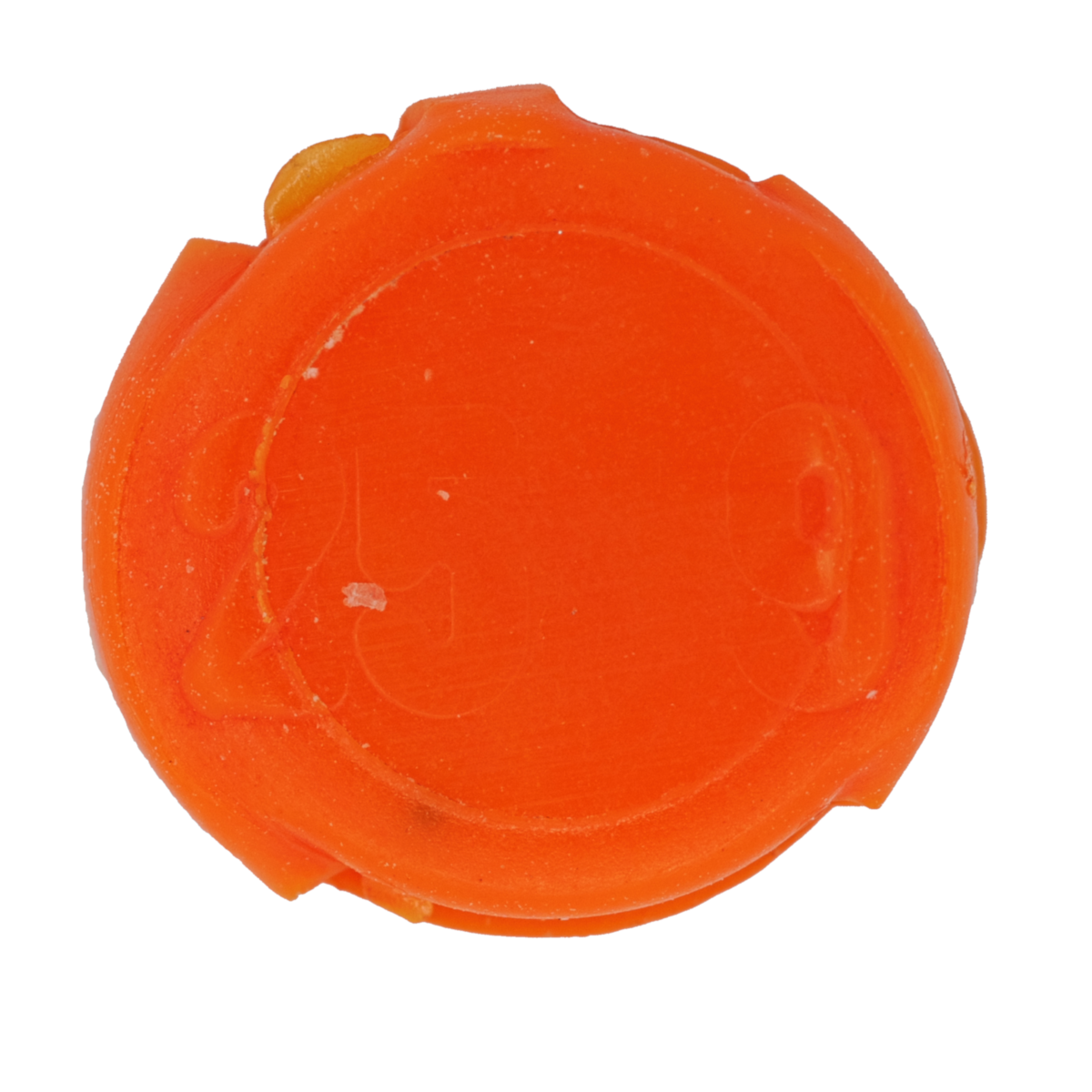
Mit einer Plombierzange gekennzeichnete Kunststoff-Plombe für einen Hausanschlusskasten eines elektrischen Hausanschlusses
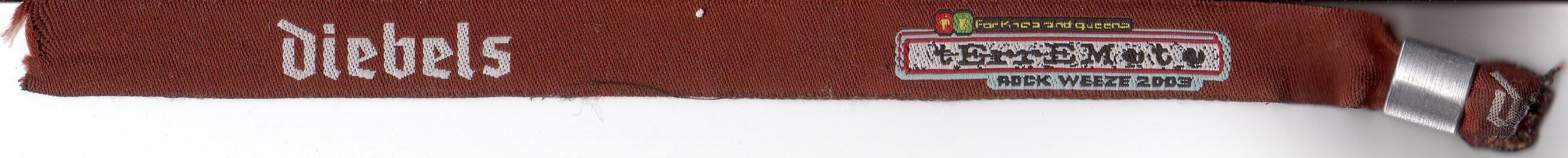
Kontrollarmbändchen für das Festival Terremoto (2003) mit Plombe

## Anwendungen
- Zollplombe: Sicherung von Warensendungen vor unentdecktem Zugriff (Plomben gehören zollrechtlich zu den Nämlichkeitsmitteln)
- Lastwagen-Laderaum beim Transitverkehr: Nachweis, dass während der Fahrt keine Ware entladen wurde
- Geeichte Messgeräte, z. B. Wasserzähler: Nachweis, dass die Einstellung nicht verändert wurde
- Verhinderung unbefugter Manipulationen an zulassungspflichtigen technischen Einrichtungen
- Verschluss eines Kontrollarmbändchens als Eintrittskartenersatz (siehe Bild rechts)
- Unbrauchbarmachung von technischen Anschlüssen, die nicht deaktiviert werden können (z. B. Anschlüsse ans Kabelfernsehnetz, wenn der Mieter keinen Anschluss wünscht)
- Fahrzeuge: Begrenzung der Motorleistung, um das Fahrzeug mit in einer niedrigeren Führerschein-Kategorie führen zu dürfen
- Militär: Plomben zur Unfallverhütung (Plombe darf nur im Kriegsfall entfernt werden)
- Schrauben: An Schraub-, Steck- und Gehäuseverbindungen finden sogenannte „Plombierlacke“ (Schraubensicherungslacke) als Manipulationsschutz Anwendung.
- Einwegprodukte: z. B. Feuerlöscher, die nach ihrer Benutzung einer (Neu-)Prüfung unterliegen[3][4]

## Rechtliche Fragen
Das unerlaubte Entfernen einer privaten Plombe erfüllt nicht den Tatbestand des Siegelbruchs, da diese nicht als Siegel verwendet werden. Vielmehr kann hier unter Umständen das Stören eines Betriebes nach § 316b StGB in Frage kommen. Auch der Straftatbestand der Erschleichung von Leistungen nach § 265a kann erfüllt sein, etwa wenn ein verplombter Fernsehkabelanschluss widerrechtlich verwendet wird. Ebenso können sich aus vertraglichen Regelungen zum Versorger zivilrechtliche Konsequenzen ergeben. Schließlich können Gewährleistungsansprüche und Garantieleistungen entfallen und eine Betriebserlaubnis kann erlöschen.

## Ähnliche Methoden
Plomben werden zunehmend durch Klebeetiketten ersetzt, die so ausgeführt sind, dass sie nicht entfernt werden können, ohne dabei zerstört zu werden (Siegelmarken).
Ähnliche Aufgaben wie Plomben haben Plombierschellen, die über die Verschraubung von Rohren gestülpt werden, um eine unbefugte Manipulation beispielsweise an Wasser- oder Gasrohren zu erschweren.
Es gibt zudem sogenannte „Plombierlacke“ (Schraubensicherungslacke). Hier wird ein Lack auf eine Schraub-, Steck- oder Gehäuseverbindung angebracht, um einen unberechtigten Zugriff zu dokumentieren.